# Witold Lutosławski
Witold Roman Lutosławski (Varsóvia, 25 de janeiro de 1913 — Varsóvia, 7 de fevereiro de 1994) foi um compositor polonês, o mais famoso desde Chopin.
Desenvolveu as suas técnicas sob a censura e repressão do regime nazista e estalinista. Fez uso do dodecafonismo e técnicas aleatórias.

## Biografia
Estudou piano, violino e técnicas de composição com Witold Maliszewski, que tinha sido aluno de Rimsky-Korsakov. Durante a Segunda Guerra Mundial conseguia sobreviver a tocar piano em bares de Varsóvia. Foi perseguído pelo regime estalinista pelas suas composições serem consideradas "elitistas". Na década de 1980 apoiou o movimento político Solidariedade.
O seu primeiro e importante trabalho orquestral foram as "Variações Sinfónicas" (1939).
A sua música inicial tem influência do folclore polaco, a qual transformava modificando as melodias e harmonias. Escreveu quatro sinfonias, numerosas obras de música de câmara, pequenas composições como tangos, valsas e foxtrots. A sua obra mais conhecida é o Concerto para orquestra (1954).
Lutoslavski criou um sistema de notação aleatória, mas com notas escritas, que só funcionava bem com grupos minimamente grandes de instrumentos, tendo sido um quarteto de cordas a peça com instrumentação mais reduzida, que utilizava esse sistema. Deu a este sistema o nome de “aleatório controlado”.
Está sepultado no Cemitério de Powązki em Varsóvia.

## Obras selecionadas
- Variações Sinfônicas (1939);

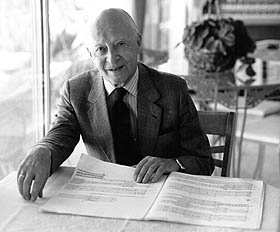
Witold Lutosławski

- Variações sobre um Tema de Paganini (1941);
- Concerto para Orquestra (1954);
- Musique Funèbre (1958), para orquestra de cordas;
- Jeux Venitiens (1961), música serial e aleatória para orquestra de câmara;
- Concerto para violoncelo (1970);
- Concerto Duplo, para oboé, harpa e orquestra de câmara (1980);
- Sinfonia nº 3 (1982);
- Chain 1 (1983), para orquestra de câmara;
- Chain 2 (1985), para violino e orquestra;
- Concerto para piano (1988);
- Epitaph para oboe e piano;
- Sinfonia nº 4 (1992).